# 1898 au Québec
Cet article traite des événements survenus en 1898 au Québec. 

## Événements

### Janvier
- 5 janvier : malgré une lettre de trois évêques du Québec dont Paul Bruchési demandant le retrait du projet de loi sur la réforme scolaire, celui-ci est voté à l'Assemblée législative par 44 voix contre 19[1].
- 10 janvier : le Conseil législatif, à majorité conservateur, refuse de sanctionner la loi par 13 voix contre 9[2].
- 14 janvier : l'Assemblée législative sanctionne la loi incorporant la municipalité de Grand-Mère[2].
- 15 janvier : la première session de la 9e législature (en) est prorogée[3].
- 17 janvier : le procès de Cordélia Viau, accusée d'avoir assassiné son mari, débute à Sainte-Scholastique[4].
- 20 janvier : Louis-Amable Jetté succède à Joseph-Adolphe Chapleau comme lieutenant-gouverneur du Québec[3].

### Février
- 1er février : Raymond Préfontaine remporte les élections municipales et devient le nouveau maire de Montréal.
- 2 février : à Sainte-Scolastique, Cordélia Viau est reconnue coupable de meurtre après seulement deux heures de délibération des jurés[5].
- 26 février : lors d'un ralliement libéral à l'Hôtel Windsor de Montréal, le premier ministre Félix-Gabriel Marchand promet un assainissement des finances publiques. La réforme de l'éducation est remise à plus tard[6].
- 27 février : la troupe du Théâtre Royal, à Montréal, est arrêtée par la police à la demande du maire Préfontaine lui-même. Leurs prestations sur scène auraient contrevenu à la moralité publique[7].

### Mars
- 1er mars : inauguration du chemin de fer reliant Montréal à Lévis via Drummondville[8].
- 14 mars : les dernières pluies font déborder la rivière Yamaska, inondant tout un quartier de Saint-Hyacinthe et une partie du village de Saint-Césaire[9].
- 22 mars : l'Institut canadien de Québec fête son cinquantenaire.

### Avril
- 12 avril : à la suite de la mort d'Elzéar-Alexandre Taschereau, Louis-Nazaire Bégin devient le nouvel archevêque de Québec[10].
- 15 avril : le centre du village de Sutton est rasé par un incendie.

### Juin
- 7 juin : la Cour d'appel ordonne un nouveau procès dans l'affaire Cordélia Viau[5].

### Juillet
- 9 juillet : l'asile Saint-Jean-de-Dieu de Montréal est inauguré[11].

### Août
- 24 août au 11 octobre : des délégués du Canada et des États-Unis se rencontrent à Québec afin de régler le litige portant sur la frontière avec l'Alaska. La conférence se terminera dans l'impasse[12]. Devant l’impasse des pourparlers, on décide de demander à la Grande-Bretagne de servir d’arbitre. Elle donne raison aux États-Unis. (Voir Dispute de la frontière de l'Alaska)

### Septembre
- 21 septembre : inauguration du monument Champlain sur la Terrasse Dufferin à Québec. L'œuvre est de Paul Chevré[13].
- 29 septembre : un plébiscite fédéral sur la prohibition donne des résultats plutôt ambigus. Alors que les autres provinces votent avec une majorité mitigée pour la prohibition, 81 % des Québécois qui sont allés voter se sont prononcés contre. Comme la majorité prohibitionniste est trop faible, le premier ministre Wilfrid Laurier décide finalement de ne pas légiférer[14].

### Octobre
- 12 octobre : le maire de Montréal Raymond Préfontaine déclare songer à supprimer les exemptions de taxes accordées au clergé[15].
- 27 octobre : le chef conservateur Edmund James Flynn énonce le nouveau programme politique de son parti lors d'une assemblée partisane à Montréal[16].

### Novembre
- Novembre : plusieurs libéraux influents de Montréal demandent ouvertement la démission du ministre fédéral des Travaux publics, Joseph-Israël Tarte, qu'ils accusent de lutter contre le patronage[17].

### Décembre
- 16 décembre : Cordélia Viau est condamnée à être pendue[5].
- 19 décembre : quatre élections partielles ont lieu. Le conservateur Arthur Plante (en) remporte celle de Beauharnois. Les libéraux Charles Langelier, Cédric-Lemoine Cotton et Étienne Blanchard sont victorieux dans Lévis, Missisquoi et Verchères[3].

## Naissances
- Hervé Major - (ancien directeur et rédacteur en chef de La Presse)  († 31 mai 1972)
- 2 mai - Gontran Saintonge (avocat et homme politique) († 1er mars 1968)
- 20 mai - Paul Gouin (homme politique) († 4 décembre 1976)
- 25 juin - Georges Dumont (homme politique) († 4 juillet 1966)
- 29 juin - Roméo Vachon (aviateur) († 17 décembre 1954)
- 12 août - Georges-Étienne Dansereau (homme politique) († 20 février 1959)
- 23 août -
  - Brooke Claxton (homme politique)`(† 13 juin 1960)
  - Frédéric Dorion (homme de loi) († 15 juillet 1981)
- 27 août - Gaspard Fauteux (homme politique) († 29 mars 1963)
- 27 septembre - Antoinette Giroux (actrice) († 8 juillet 1978)
- 30 août - Gleason Belzile (homme politique) († 25 juillet 1950)
- 14 novembre - Antoine Rivard (homme politique) († 26 décembre 1985)
- 12 décembre - Jeanne Grégoire (auteure et généalogiste) († 9 juillet 1987)

## Décès
- 15 février - Wilfrid Prévost (homme politique) (º 30 avril 1832)
- 12 mars - Flavien Dupont (notaire et homme politique) (º 13 février 1847)
- 12 avril - Elzéar-Alexandre Taschereau (personnalité religieuse) (º 17 février 1820)
- 2 mai - Nazaire-Nicolas Olivier (en) (homme politique) (º 19 décembre 1860)
- 13 mai - François Bourassa (homme politique) (º 5 juin 1813)
- 13 juin - Joseph-Adolphe Chapleau (premier ministre du Québec) (º 9 novembre 1840)
- 14 juillet - Louis-François Richer Laflèche (personnalité religieuse) (º 4 septembre 1818)